# Johannes van Hoolwerff
Johannes Cornelis van Hoolwerff (ur. 13 kwietnia 1878 w Hoorn, zm. 2 sierpnia 1962 w Heemstede) – holenderski żeglarz, olimpijczyk, zdobywca srebrnego medalu w regatach na Letnich Igrzyskach Olimpijskich w 1928 roku w Amsterdamie.

## Kariera sportowa
Na Letnich Igrzyskach Olimpijskich 1928 zdobył srebro w żeglarskiej klasie 8 metrów. Załogę jachtu Hollandia tworzyli również Cornelis van Staveren, Gerard de Vries Lentsch, Hendrik Kersken, Lambertus Doedes i Maarten de Wit.